# 스티브 피크
스티브 피크(Steve Pick, 1984년 8월 1일~), 또는 구인수는 미국의 게임 개발자로 라이엇 게임즈의 작품 《리그 오브 레전드》의 밸런스 디자이너이며 이전에는 《워크래프트 III: 더 프로즌 쓰론》의 커스텀 제작 맵인 도타 올스타즈의 개발자였기도 하다. 율(Eul)이 제작한 오리지널 도타 (워크래프트 III 오리지널 커스텀 제작 맵)를 기반으로 제작된 《도타 올스타즈》가 바로 피크가 제작한 것이다.
현재 《리그 오브 레전드》의 개발자로 일하고 있다.

## 인용
1. ↑  Staff (2008년 2월 18일). “Vida: El top 5”. 《El Universo》 (스페인어). 2009년 6월 14일에 원본 문서에서 보존된 문서. 2008년 7월 1일에 확인함.